# Podbaza przestrzeni topologicznej
Podbaza przestrzeni topologicznej – rodzina zbiorów otwartych przestrzeni topologicznej mająca tę własność, że rodzina wszystkich części wspólnych skończonej liczby zbiorów podbazy jest bazą przestrzeni.
Ściśle biorąc, podane pojęcie podbazy definiuje podbazę otwartą, lecz zwykle o takich właśnie bazach się mówi. Pojęcie podbazy domkniętej podane jest niżej.

## Przykłady
- rodzina wszystkich przedziałów postaci (a, +∞) lub (-∞, a) na osi liczbowej jest podbazą zbioru R liczb rzeczywistych
- rodzina wszystkich półpłaszczyzn otwartych jest podbazą naturalnej (metrycznej) topologii płaszczyzny euklidesowej

## Określanie topologii za pomocą podbazy
Dowolną rodzinę podzbiorów danego zbioru można przyjąć za podbazę pewnej topologii, o ile zawiera ona zbiór pusty oraz suma wszystkich zbiorów tej rodziny jest całą przestrzenią. Za zbiory otwarte należy wówczas przyjąć sumy dowolnej liczby skończonych przecięć elementów podbazy.
Na przykład wyróżniając jako podbazę rodzinę wszystkich przedziałów postaci (a, +∞) oraz zbiór pusty określamy pewną topologię w zbiorze liczb rzeczywistych – nie jest to jednak topologia euklidesowa.

## Podbaza domknięta
Analogicznie definiuje się pojęcie podbazy domkniętej – jest to taka rodzina podzbiorów domkniętych danej przestrzeni, że rodzina sum skończonej liczby elementów podbazy tworzy bazę domkniętą.